# جو (صندلی‌راحتی)
صندلی‌راحتی جو (به ایتالیایی: Poltrona Joe)؛ یک صندلی راحتی است که توسط طراحان ایتالیایی جاناتان ده پاس، دوناتو دوربینو و پائولو لوماتسی در سال ۱۹۷۰ میلادی ایجاد شد و از همان سال توسط شرکت ایتالیایی مبلمان پولترونوا تولید شد. صندلی راحتی یکی از مهم‌ترین اشیاء طراحی صنعتی دههٔ هفتاد و همچنین یکی از نمادهای طراحی غیر خردگرایانه ایتالیایی است. این صندلی در چندین موزهٔ اختصاص داده شده به هنر و طراحی به نمایش گذاشته شده است، این بخشی از مجموعهٔ دائمی موزهٔ طراحی تری‌یناله در میلان و موزهٔ هنر مدرن در نیویورک است.

## شرح

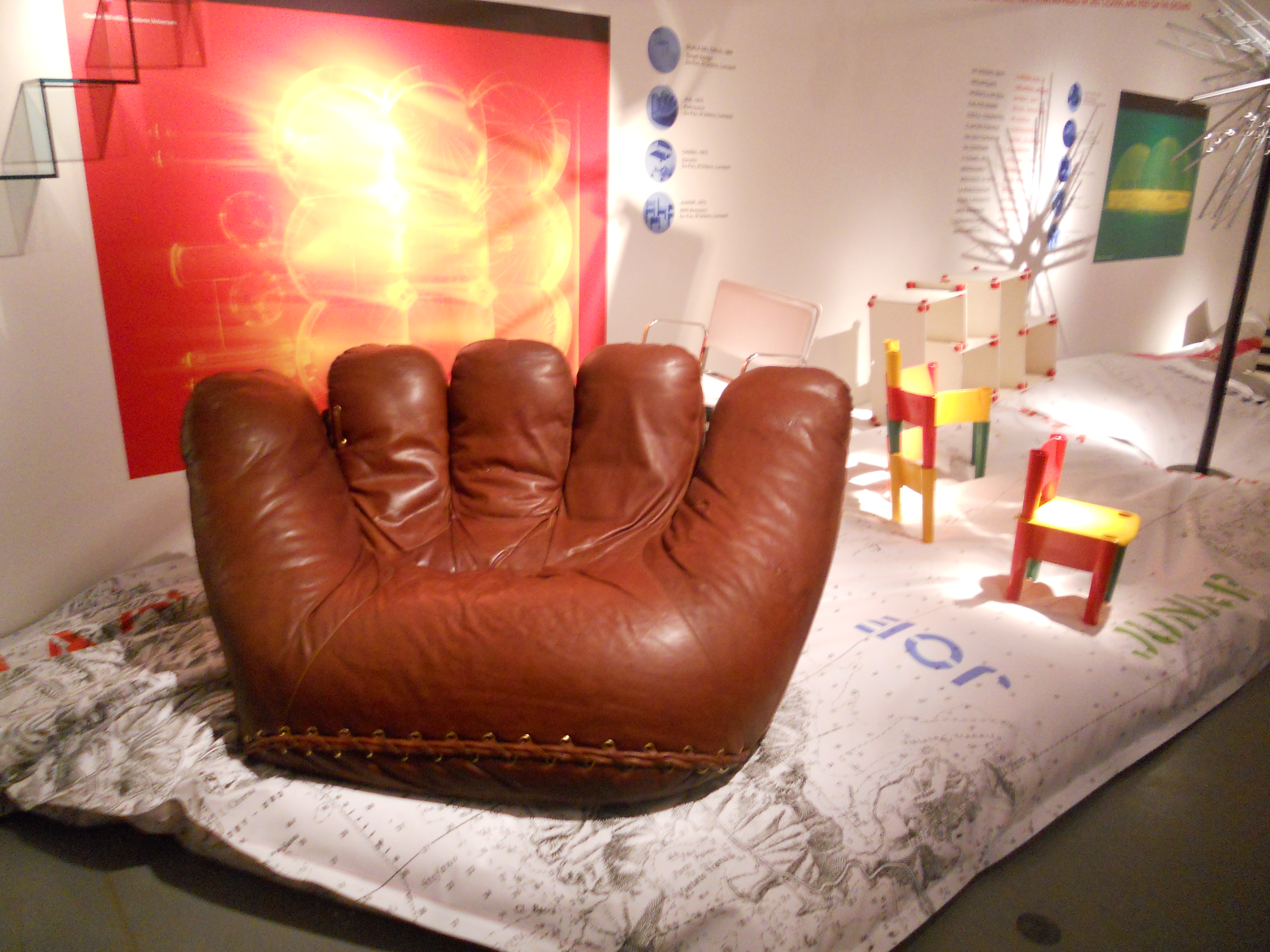
محصولات طراحی ایتالیایی که در تری‌یناله طی هفتۀ طراحی سال ۲۰۱۲ میلادی به نمایش گذاشته شدند، در پیش‌زمینه صندلی‌راحتی جو از پولترونوا

این محصول یک صندلی بزرگ است که می‌تواند حداکثر دو نفر را در خود جای دهد. «جو» شکل یک دستکش بیسبال بزرگ را دارد و ایدهٔ لباس ورزشی را نیز در پوشش چرمی و با رنگ قهوه‌ای مشخص به ذهن متبادر می‌کند. این صندلی راحتی که به افتخار جو دی‌ماجیو، بازیکن مشهور بیسبال آمریکایی ساخته شده، اشتراکات زیادی با فرهنگ توده‌ای آمریکا دارد. این صندلی با الهام از آن فرهنگ، که در اواخر دههٔ شصت نیز شروع به حمله به بِل پائزه (کنایه: ایتالیا)* کرده بود؛ متأثر از فرهنگ هنر پاپ (مانند «مجسمه‌های نرم» کلاس اولدنبرگ) و از اسطوره‌های بزرگ آمریکایی است. تخیل جمعی «جو» همچنین شامل مفاهیم دیگری در رابطه با ارگونومی و اشکال کاربردی است که آن را تشکیل می‌دهد، با داشتن ظاهری به شکل یک دست بزرگ، همان احساسات اندام آناتومیک انسان، یعنی محافظت و استقبال را منتقل می‌کند.
| طول       | ۱۷۵۰ م.م. |
| ارتفاع کل | ۹۵۰ م.م.  |
| عمق کل    | ۱۰۰۰ م.م. |

## خصوصیات
صندلی «جو» ساخته شده با ساختار فولادی داخلی، با فوم پلی‌اوه‌رتان پیش‌ساخته پوشیده شده و با چرم پوشانده شده است. صندلی راحتی به دلیل ابعاد بزرگ و در نتیجه وزن نسبی زیاد آن مجهز به چرخ است.

## توضیح
* بِل پائزه (به ایتالیایی: Bel Paese) (تلفظ ایتالیایی: [ˌbɛl paˈe:ze, -e:se])؛ نامی کنایی در شعری کلاسیک برای کشور ایتالیا است که به دلیل آب و هوای معتدل، میراث فرهنگی و مواهب طبیعی در ایتالیا به معنای «کشور زیبا» است. استفاده از این اصطلاح در قرون وسطی آغاز شد و توسط دانته آلیگیری و پترارک استفاده شد.